# Gut (film)
Gut – amerykański niezależny film fabularny z 2012 roku, napisany i wyreżyserowany przez Eliasa. Światowa premiera filmu nastąpiła 22 kwietnia 2012 w trakcie 60°N Os International Film Festival. 20 lipca tego roku obraz zaprezentowano widzom Międzynarodowego Festiwalu Filmowego w Sopocie. Pod koniec października Gut zyskał dystrybucję kinową w Stanach Zjednoczonych. Projekt znalazł się w oficjalnej selekcji blisko dwudziestu pięciu festiwali filmowych. Odbiór filmu przez krytykę był mieszany; Gut chwalony był za problematykę i podobieństwo do wczesnych dzieł Davida Cronenberga, lecz zarazem krytykowany za nużące tempo.

## Opis fabuły
Życie znudzonego i przytłoczonego codziennością Toma przybiera dramatyczny obrót, gdy w jego ręce wpada tajemnicza kaseta wideo.

## Obsada
- Jason Vail − Tom
- Nicholas Wilder − Dan
- Sarah Schoofs − Lily
- Angie Bullaro − Sally

## Nagrody i wyróżnienia
- 2012, New York City Horror Film Festival:
  - nagroda dla najlepszego filmu fabularnego (wyróżnieni: Elias, Anna Ganster, zarządcy wytwórni Gut Productions i Biff Juggernaut Productions)
  - nagroda za najlepsze efekty specjalne (Josh Turi, Leighann Brokaw)[3]
- 2012, Atlanta Horror Film Festival:
  - nagroda w kategorii najlepszy thriller[1]
- 2012, Horror Quest Film Festival:
  - nagroda w kategorii najlepszy reżyser (Elias)[1]
- 2012, Horrible Imaginings Film Festival:
  - nagroda widzów dla najlepszego filmu fabularnego[1]